# Níkos Froúsos
Nikólaos « Níkos » Froúsos (en grec moderne : Νικόλαος «Νίκος» Φρούσος) est un footballeur international grec né le 29 avril 1974 à Filiatrá en Grèce. Il joue au poste d'attaquant.

## Biographie
Frousos commence sa carrière de footballeur professionnel à l'Ionikos Le Pirée, où il fait sa première apparition en équipe première à l'âge de 18 ans. Il reste huit ans dans ce club en inscrivant 49 buts.
Lors de l'été 2000, il part au PAOK en signant un contrat de trois ans. Il marque 29 buts au PAOK, et dès l'année suivante il retourne à Ionikos Le Pirée pour une saison.
En juin 2004, il signe avec le club chypriote de l'Anorthosis Famagouste FC et remporte deux championnats et une Coupe de Chypre.
Le 22 octobre 2008, il joue son premier match de Ligue des champions contre l'Inter Milan en rentrant à la 89e à la place de son partenaire serbe Siniša Dobrasinović.
Puis au match retour, le 4 novembre 2008, il marque le troisième but de son équipe à la 50e pour arracher le match nul (3-3).

## Palmarès
PAOK Salonique
- Vainqueur de la Coupe de Grèce en 2001 et 2003.

 Anorthosis Famagouste
- Champion de Chypre en 2005 et 2008.
- Vainqueur de la Coupe de Chypre en 2007.